# 하선고

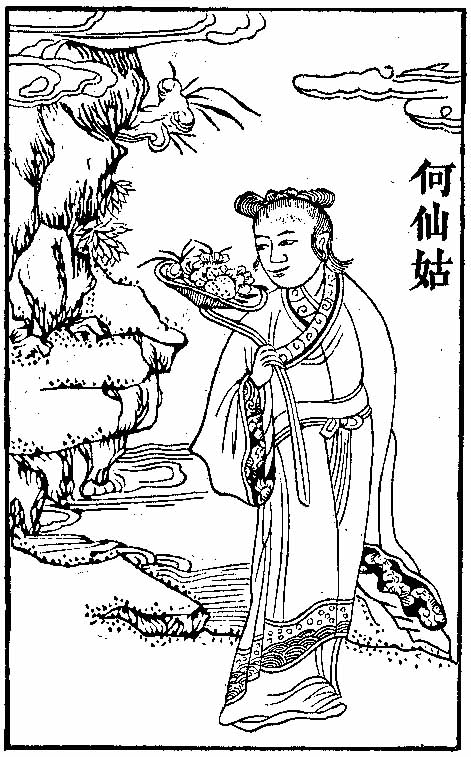

하선고(何仙姑)는 도교팔선 중 하나로, 여자인지 남자인지 불분명한 남채화를 제외하면 유일한 여자이다.